# Campeonato Gaúcho de Voleibol Masculino de 2016
O Campeonato Gaúcho de Voleibol Masculino de 2016, será uma competição disputada entre 29 de Setembro e 16 de outubro de 2016, correspondendo à principal divisão do voleibol masculino no estado do Rio Grande do Sul. Neste ano todas as equipes participantes seriam integrantes da Superliga Brasileira de Voleibol Masculino de 2016–17 - Série A, caso o Voleisul/Paquetá Esportes não tivesse declinado da participação.
O torneio é organizado anualmente pela Federação Gaúcha de Voleibol (FGV) e disputado por um número variável de equipes, não havendo dessa forma promoção ou rebaixamento

## Fórmula de Disputa
A primeira fase do campeonato será disputada por três equipes. Nesta fase as equipes se enfrentam no sistema "todos contra todos" em dois turnos. As duas equipes melhores classificadas nesta fase avançam para a final do campeonato.
A final do campeonato será disputada em duas partidas com golden set, sendo a partida final na casa da equipe melhor colocada na primeira fase.

## Equipes participantes
| Equipe                                                    | Cidade          | Ginásio               | Última Participação | Temporada 2015 | Títulos (Último) |
| --------------------------------------------------------- | --------------- | --------------------- | ------------------- | -------------- | ---------------- |
| Lebes/Gedore/Canoas                                       | Canoas          | Ginásio do Unilasalle | 2015                | Campeão        | 4 (2015)         |
| Bento Vôlei/Isabela                                       | Bento Gonçalves | Ginásio Municipal     | 2015                | 2º             | 0 (não possui)   |
| Voleisul/Paquetá Esportes                                 | Novo Hamburgo   | Ginásio da SGNH       | 2015                | 3º             | 0 (não possui)   |
| Voleisul/Paquetá Esportes Bento Vôlei Lebes/Gedore/Canoas |                 |                       |                     |                |                  |

## Fase classificatória
- Vitória por 3 sets a 0 ou 3 a 1: 3 pontos para o vencedor;
- Vitória por 3 sets a 2: 2 pontos para o vencedor e 1 ponto para o perdedor.
- Não comparecimento, a equipe perde 2 pontos.
- Em caso de igualdade por pontos, os seguintes critérios servem como desempate: número de vitórias, razão de sets e razão de ralis.

As duas melhores equipes avançam para a final do campeonato

### Jogos
| Quinta-feira, 29 de setembro 20:00 Relatório | Bento Vôlei/Isabela | 0 — 3             | Lebes/Gedore/Canoas | Ginásio Municipal de Esportes, Bento Gonçalves |
| Quinta-feira, 29 de setembro 20:00 Relatório | 23 13 26            | Set 1 Set 2 Set 3 | 25 28               | Ginásio Municipal de Esportes, Bento Gonçalves |

| Sábado, 1 de outubro 19:00 Relatório | Voleisul/Paquetá Esportes | 3 — 2                         | Bento Vôlei/Isabela | Ginásio da SGNH, Novo Hamburgo |
| Sábado, 1 de outubro 19:00 Relatório | 27 25 21 15               | Set 1 Set 2 Set 3 Set 4 Set 5 | 29 17 23 25 13      | Ginásio da SGNH, Novo Hamburgo |

| Quarta-feira, 5 de outubro 20:00 Relatório | Bento Vôlei/Isabela | 3 — 2                         | Voleisul/Paquetá Esportes | Ginásio Municipal de Esportes, Bento Gonçalves |
| Quarta-feira, 5 de outubro 20:00 Relatório | 21 25 15            | Set 1 Set 2 Set 3 Set 4 Set 5 | 25 23 18 12               | Ginásio Municipal de Esportes, Bento Gonçalves |

| Sexta-feira, 7 de outubro 20:00 Relatório | Lebes/Gedore/Canoas | 3 — 2                         | Voleisul/Paquetá Esportes | Ginásio do Unilasalle, Canoas |
| Sexta-feira, 7 de outubro 20:00 Relatório | 24 22 25 15         | Set 1 Set 2 Set 3 Set 4 Set 5 | 26 25 23 17 12            | Ginásio do Unilasalle, Canoas |

| Sábado, 8 de outubro 18:00 Relatório | Lebes/Gedore/Canoas | 1 — 3                   | Bento Vôlei/Isabela | Ginásio do Unilasalle, Canoas |
| Sábado, 8 de outubro 18:00 Relatório | 18 23 28 19         | Set 1 Set 2 Set 3 Set 4 | 25 26 25            | Ginásio do Unilasalle, Canoas |

| Terça-feira, 11 de outubro 20:00 Relatório | Voleisul/Paquetá Esportes | 0 — 3             | Lebes/Gedore/Canoas | Ginásio da SGNH, Novo Hamburgo |
| Terça-feira, 11 de outubro 20:00 Relatório | 20 15 22                  | Set 1 Set 2 Set 3 | 25                  | Ginásio da SGNH, Novo Hamburgo |

### Classificação Final
|  |

|     |                           |     | Jogos | Jogos | Jogos | Resultados | Resultados | Resultados | Resultados | Resultados | Resultados | Sets | Sets | Sets  | Pontos | Pontos | Pontos |
| Pos | Equipe                    | Pts | T     | V     | D     | 3–0        | 3–1        | 3–2        | 2–3        | 1–3        | 0–3        | V    | P    | R     | V      | P      | R      |
| --- | ------------------------- | --- | ----- | ----- | ----- | ---------- | ---------- | ---------- | ---------- | ---------- | ---------- | ---- | ---- | ----- | ------ | ------ | ------ |
| 1   | Lebes/Gedore/Canoas       | 8   | 4     | 3     | 1     | 2          | 0          | 1          | 0          | 1          | 0          | 10   | 5    | 2,000 | 352    | 323    | 1.090  |
| 2   | Bento Vôlei/Isabela       | 6   | 4     | 2     | 2     | 0          | 1          | 1          | 1          | 0          | 1          | 8    | 9    | 0.889 | 377    | 382    | 0.987  |
| 3   | Voleisul/Paquetá Esportes | 4   | 4     | 1     | 3     | 0          | 0          | 1          | 2          | 0          | 1          | 7    | 11   | 0.636 | 376    | 400    | 0.940  |

|  |                                |
|  | Equipes classificadas à Final. |

## Finais
| Sexta-feira, 14 de outubro 20:00 Relatório | Bento Vôlei/Isabela | 0 — 3             | Lebes/Gedore/Canoas | Ginásio Municipal de Esportes, Bento Gonçalves |
| Sexta-feira, 14 de outubro 20:00 Relatório | 21 22               | Set 1 Set 2 Set 3 | 25                  | Ginásio Municipal de Esportes, Bento Gonçalves |

| Domingo, 16 de outubro 17:00 Relatório | Lebes/Gedore/Canoas | 3 — 0             | Bento Vôlei/Isabela | Ginásio do Unilasalle, Canoas |
| Domingo, 16 de outubro 17:00 Relatório | 25                  | Set 1 Set 2 Set 3 | 19 18 22            | Ginásio do Unilasalle, Canoas |

## Classificação final
| Posição        | Equipe                    |
| -------------- | ------------------------- |
| Campeão        | Lebes/Gedore/Canoas       |
| Vice-campeão   | Bento Vôlei/Isabela       |
| Terceiro lugar | Voleisul/Paquetá Esportes |

| Campeonato Gaúcho de Voleibol Masculino 2016 |
| -------------------------------------------- |
| APAV Canoas (5º título)                      |